# Haplogrup Q3 del cromosoma Y humà
L'haplogrup Q3 del cromosoma Y humà és un haplogrup format a partir de l'haplotip M3 del cromosoma Y humà.
Aquest haplogrup conté els ancestres patrilineals de la pràctica totalitat dels pobles indígenes americans.
L'haplogrup Q3 és descendent del Q (M242).
Mentre que l'haplotip Q (M242) apareix tant a Àsia com a les Amèriques, el Q3 (M3) només apareix a les Amèriques, es creu que la mutació M3 va ocórrer a Amèrica del Nord després que s'aturés la migració a través de l'Estret de Bering.
Els únics pobles indígenes d'Amèrica que no són de l'haplotip Q3 (M3) són aquells del C (M130), parlants de les llengües na-dené, que varen arribar i establir-se fa entre 6.000 i 8.000 anys a les costes de la moderna British Columbia.